# マリオ・マリーニ (歌手)
マリオ・マリーニ（1924年5月11日 - 1997年3月20日）は、イタリアの歌手である。

## 概要
イタリアトスカーナ州地方出身。日本では知名度はいまいち低かったものの本国イタリアではカンツォーネやポップス歌手として活躍していた。1959年に彼は「ザ・ハネムーン・ソング」を英語で発表し、後にビートルズのポール・マッカートニーが「ザ・ビートルズ・ライヴ!! アット・ザ・BBC」でカバーをした。元々はギリシャのManuel & The Music of the Mountainsのインストゥルメンタルやペトゥラ・クラークもカバーしていたという。